# Egor Beroïev
Egor Vadimovitch Beroïev (russe : Егор Вадимович Бероев), né le 9 octobre 1977 à Moscou, est un acteur russe d'origine ossète.

## Biographie
Egor Beroïev est le petit-fils de l'acteur Vadim Beroïev et le fils de l'actrice Elena Beroïeva, interprète du théâtre Mossovet.
Il étudie à l'école supérieure d'art dramatique Mikhaïl Chtchepkine dont il sort en 1998. Il entre ensuite dans la troupe du Théâtre d'art Anton Tchekhov de Moscou. Il fait ses débuts dans la pièce Boris Godounov, où il interprète Fiodor Godounov.

## Vie privée
Il est marié avec la fille d'Irina Alfiorova, Xénia, dont il a une fille en 2007.

## Filmographie
- 2000 : Kamenskaïa
- 2001 : Chef citoyen (Grajdanine natchalnik)
- 2001 : Secrets de famille (Semeinye sekrety)
- 2002 : Romance de chemin de fer (Jeleznodorojny roman)
- 2003 : Diky taboun
- 2003 : Igra v modern
- 2004 : Papa : David Schwarz
- 2005 : Le Gambit turc (Touretski gambit) : Eraste Fandorine
- 2005 : Neuf inconnus (Deviat nieizvestnikh) : Méthode
- 2006 : Qui arrive par un soir d'hiver ? (Kto prikhodit v zimny vetcher ?)
- 2006 : La Ligue des femmes trompées (Liga obmanoutikh jon)
- 2006 : La Poursuite de l'ange (Pogonia Anguela)
- 2007 : Fugueuses (Беглянки, Beglyanki) : Vadim, le footballeur
- 2008 : L'Homme qui savait tout (Tchelovek, kotory znal vsio)
- 2008 : Moscou ne s'est pas construite en un jour
- 2008 : L'Amiral (Admiral) : Mikhaïl Smirnov
- 2011 : Raider (ru)
- 2012 : War Zone
- 2012 : En attendant la mer (В ожидании моря) : Marat
- 2012 : Les Mamans (Мамы) de huit réalisateurs : Viktor
- 2013 : Un second souffle (Второе дыхание), série
- 2016 : Ded Moroz. Bitva Magov d'Aleksandr Voytinskiy : père de Masha